# نوش سیچوآن
نوش سیچوآن (نام علمی: Thuja sutchuenensis) نام یک گونه از سرده نوش است.